# Sojenica
Sojenice ili sošnice su kuće ili naselja u poplavnim i močvarnim krajevima ili na plićacima uz obale rijeka, jezera ili mora, podignute na deblima ili kolcima (tzv. soha → sošnica ili soja → sojenica) radi zaštite od poplava, neprijatelja, divljih zvijeri i sl. 
U prošlosti sojenice su bile karakterističan oblik naselja u našim nizinskim krajevima.

## Vanjske poveznice
- Tekst u enciklopediji Proleksis